# 劉俊 (正統進士)
劉俊（1417年—1487年），字世英，号朴庵，陕西宝鸡县人，明朝政治人物，探花及第。

## 生平
正統十年（1445年），登進士一甲第三名（探花），授翰林院編修。正統十二年（1447年），命與杜宇、商辂等入學東閣，曹鼐為師，后迁左春坊，升修撰。天順八年，擔任南京國子監祭酒、通政司通政、南京太僕寺卿等。成化十四年，升任南京工部右侍郎，之後致仕。成化二十三年，去世。

## 佚事
《菽園雜記》載其好食蚯蚓，任祭酒期間人稱「蚯蚓子」之事。